# Sameraria bullata
Sameraria bullata är en korsblommig växtart som först beskrevs av James Edward Tierney Aitchison och William Botting Hemsley, och fick sitt nu gällande namn av Boris Fedtjenko. Sameraria bullata ingår i släktet Sameraria och familjen korsblommiga växter. Inga underarter finns listade i Catalogue of Life.